# Hokej na lodzie na Zimowych Igrzyskach Olimpijskich 2014 – kwalifikacje mężczyzn
Kwalifikacje do Zimowych Igrzysk Olimpijskich w 2014 roku, których celem było wyłonienie trzech reprezentacji hokejowych na turniej olimpijski 2014 w Soczi. Podział na grupy kwalifikacyjne został przeprowadzony w oparciu o Mistrzostwa Świata z 2012 roku. Zaplanowano rozegranie siedmiu turniejów, w tym trzy z których zwycięzcy uzyskają kwalifikacje. Podobnie jak miało to miejsce w 2010 roku w Kanadzie, IIHF nie przewidziała bezpośredniej kwalifikacji dla gospodarza turnieju.
Bezpośredni awans na igrzyska olimpijskie zapewniło sobie dziewięć najwyżej sklasyfikowanych w rankingu IIHF reprezentacji.

## Zakwalifikowane drużyny
| Rodzaj kwalifikacji | Termin                         | Miejsce              | Miejsca | Zakwalifikowani                                                                      |
| --- | ------------------------------ | -------------------- | ------- | ------------------------------------------------------------------------------------ |
| Ranking IIHF 2012 obejmujący turnieje: Mistrzostwa Świata 2009 Igrzyska Olimpijskie 2010 Mistrzostwa Świata 2010 Mistrzostwa Świata 2011 Mistrzostwa Świata 2012 | 6 kwietnia 2009 – 20 maja 2012 | Helsinki Sztokholm   | 9       | Kanada Czechy Finlandia Norwegia Rosja Słowacja Szwecja Szwajcaria Stany Zjednoczone |
| Zwycięzca turnieju kwalifikacyjnego | 7-10 lutego 2013               | Bietigheim-Bissingen | 1       | Austria                                                                              |
| Zwycięzca turnieju kwalifikacyjnego | 7-10 lutego 2013               | Ryga                 | 1       | Łotwa                                                                                |
| Zwycięzca turnieju kwalifikacyjnego | 7-10 lutego 2013               | Vojens               | 1       | Słowenia                                                                             |

## Turniej kwalifikacyjny do przedkwalifikacji
Turniej został rozegrany w stolicy Chorwacji – Zagrzebiu w hali Dom Športova. Zwycięzcą turnieju przedkwalifikacyjnego została drużyna gospodarzy, która awansowała do kolejnej rudny kwalifikacji.
Grupa K
| Lp. | Zespół    | M | Pkt | W | WpD | PpD | P | G + | G – | +/- |
| --- | --------- | - | --- | - | --- | --- | - | --- | --- | --- |
| 1   | Chorwacja | 3 | 9   | 3 | 0   | 0   | 0 | 30  | 6   | +24 |
| 2   | Meksyk    | 3 | 6   | 2 | 0   | 0   | 1 | 14  | 14  | 0   |
| 3   | Serbia    | 3 | 3   | 1 | 0   | 0   | 2 | 12  | 12  | 0   |
| 4   | Izrael    | 3 | 0   | 0 | 0   | 0   | 3 | 5   | 29  | -24 |

Lp. = lokata, M = liczba rozegranych spotkań, Pkt = Liczba zdobytych punktów, W = Wygrane, WpD = Wygrane po dogrywce lub karnych, PpD = Porażki po dogrywce lub karnych, P = Porażki, G+ = Gole strzelone, G- = Gole stracone, +/- = bilans bramek
| 17 września 2012 | Serbia | 7:1 | Izrael | Dom Športova, Zagrzeb |

| Szczegóły      | Szczegóły | Szczegóły       | Szczegóły            | Szczegóły                                                                                 |
| -------------- | --- | --------------- | -------------------- | ----------------------------------------------------------------------------------------- |
| Godzina: 16:30 | N. Kerezović (EQ) 08:13 A. Luković (EQ) 09:21 D. Filipović (EQ) 24:19 N. Raković (EQ) 32:49 N. Raković (PP) 40:45 A. Luković (EQ) 51:21 M. Sretović (EQ) 58:03 | (2:0, 2:0, 3:1) | 48:37 (EQ) A. Geller | Widzów: 50 Sędzia główny: Przemysław Kępa Sędziowie liniowi: Roman Shikhanov Marko Zibret |
| Godzina: 16:30 | 8 min. |                 | 8 min.               | Widzów: 50 Sędzia główny: Przemysław Kępa Sędziowie liniowi: Roman Shikhanov Marko Zibret |

| 17 września 2012 | Meksyk | 2:9 | Chorwacja | Dom Športova, Zagrzeb |

| Szczegóły      | Szczegóły                                 | Szczegóły       | Szczegóły | Szczegóły                                                                              |
| -------------- | ----------------------------------------- | --------------- | --- | -------------------------------------------------------------------------------------- |
| Godzina: 20:15 | B. Arroyo (PP) 15:32 S. Ortega (EQ) 54:26 | (1:4, 0:1, 1:4) | 07:58 (PP) N. Senzel 11:13 (EQ) I. Brenčun 14:49 (PP) M. Blagus 16:37 (EQ) D. Kanaet 28:39 (EQ) M. Blagus 43:13 (EQ) T. Čunko 49:48 (EQ) M. Tadić 56:22 (EQ) I. Šijan 59:59 (EQ) J. Kučera | Widzów: 500 Sędzia główny: Peter Gebei Sędziowie liniowi: Marton Nemeth Hannu Sormunen |
| Godzina: 20:15 | 12 min.                                   |                 | 6 min. | Widzów: 500 Sędzia główny: Peter Gebei Sędziowie liniowi: Marton Nemeth Hannu Sormunen |

| 18 września 2012 | Serbia | 3:5 | Meksyk | Dom Športova, Zagrzeb |

| Szczegóły      | Szczegóły                                    | Szczegóły       | Szczegóły | Szczegóły                                                                           |
| -------------- | -------------------------------------------- | --------------- | --- | ----------------------------------------------------------------------------------- |
| Godzina: 16:30 | D. Filipović (EQ) 18:09 S. Ristić (PP) 22:42 | (1:1, 1:2, 1:2) | 12:15 (PP) D. Linares 26:43 (PP) A.Gutierrez 33:26 (EQ) A.Gutierrez 50:49 (PP2) B. Arroyo 52:57 (EQ) M. Colas | Widzów: 50 Sędzia główny: Gergely Lehel Sędziowie liniowi: Vanja Belić Marko Zibret |
| Godzina: 16:30 | 36 min.                                      |                 | 4 min. | Widzów: 50 Sędzia główny: Gergely Lehel Sędziowie liniowi: Vanja Belić Marko Zibret |

| 18 września 2012 | Chorwacja | 15:2 | Izrael | Dom Športova, Zagrzeb |

| Szczegóły      | Szczegóły | Szczegóły       | Szczegóły                                 | Szczegóły                                                                                    |
| -------------- | --- | --------------- | ----------------------------------------- | -------------------------------------------------------------------------------------------- |
| Godzina: 20:15 | J. Hecimovic (EQ) 00:53 M. Blagus (EQ) 05:24 M. Lovrenčić (EQ) 15:26 M. Tadić (EQ) 16:01 M. Smerdelj (EQ) 17:41 M. Lovrenčić (EQ) 17:41 M. Lovrenčić (PP) 29:46 D. Kanaet (EQ) 32:30 M. Lovrenčić (EQ) 33:55 I. Lazić (EQ) 40:14 J. Kučera (EQ) 44:32 D. Kanaet (EQ) 47:57 I. Lazić (EQ) 49:59 M. Tadić (EQ) 51:22 D. Kanaet (EQ) 58:29 | (5:0, 4:0, 6:2) | 41:04 (EQ) A. Geller 45:34 (EQ) D. Spivak | Widzów: 150 Sędzia główny: Przemysław Kępa Sędziowie liniowi: Roman Shikhanov Hannu Sormunen |
| Godzina: 20:15 | 2 min. |                 | 18 min.                                   | Widzów: 150 Sędzia główny: Przemysław Kępa Sędziowie liniowi: Roman Shikhanov Hannu Sormunen |

| 19 września 2012 | Izrael | 2:7 | Meksyk | Dom Športova, Zagrzeb |

| Szczegóły      | Szczegóły                                 | Szczegóły       | Szczegóły | Szczegóły                                                                            |
| -------------- | ----------------------------------------- | --------------- | --- | ------------------------------------------------------------------------------------ |
| Godzina: 16:30 | D. Mazour (EQ) 47:09 D. Mazour (EQ) 50:44 | (0:1, 0:5, 2:1) | 19:03 (EQ) B. Arroyo 21:33 (EQ) A.Gutierrez 27:44 (EQ) D. Romero 28:45 (EQ) B. Arroyo 34:04 (EQ) B. Arroyo 39:20 (EQ) H. Carrero 49:55 (EQ) S. Ortega | Widzów: 50 Sędzia główny: Gergely Lehel Sędziowie liniowi: Vanja Belić Marton Nemeth |
| Godzina: 16:30 | 39 min.                                   |                 | 14 min. | Widzów: 50 Sędzia główny: Gergely Lehel Sędziowie liniowi: Vanja Belić Marton Nemeth |

| 19 września 2012 | Chorwacja | 6:2 | Serbia | Dom Športova, Zagrzeb |

| Szczegóły      | Szczegóły | Szczegóły       | Szczegóły                                     | Szczegóły                                                                                 |
| -------------- | --- | --------------- | --------------------------------------------- | ----------------------------------------------------------------------------------------- |
| Godzina: 20:15 | I. Lazić (EQ) 07:26 I. Šijan (EQ) 13:55 P. Trstenjak (EQ) 18:22 J. Hecimovic (EQ) 26:56 T. Čunko (EQ) 39:14 I. Brenčun (EQ) 47:52 | (3:0, 2:2, 1:0) | 22:15 (EQ) N. Vučurević 37:24 (EQ) R. Sabadoš | Widzów: 1500 Sędzia główny: Peter Gebei Sędziowie liniowi: Roman Shikhanov Hannu Sormunen |
| Godzina: 20:15 | 4 min. |                 | 10 min.                                       | Widzów: 1500 Sędzia główny: Peter Gebei Sędziowie liniowi: Roman Shikhanov Hannu Sormunen |

## Turnieje przedkwalifikacyjne
Zostaną rozegrane trzy turnieje przedkwalifikacyjne w dniach od 8 do 11 listopada 2012 roku. Tylko zwycięzcy poszczególnych turniejów awansują do decydujących o awansie na igrzyska kwalifikacji. Gospodarzami będą zespoły, które w Rankingu IIHF zajmują 19, 20, 21 miejsce. Gospodarzem Grupy G jest Budapeszt, Grupy H jest Kijów, a Grupy I jest Nikkō.

### Grupa G
| Lp. | Zespół    | M | Pkt | W | WpD | PpD | P | G + | G – | +/- |
| --- | --------- | - | --- | - | --- | --- | - | --- | --- | --- |
| 1   | Holandia  | 3 | 8   | 2 | 1   | 0   | 0 | 24  | 10  | +14 |
| 2   | Węgry     | 3 | 7   | 2 | 0   | 1   | 0 | 24  | 8   | +16 |
| 3   | Litwa     | 3 | 3   | 1 | 0   | 0   | 2 | 6   | 15  | -9  |
| 4   | Chorwacja | 3 | 0   | 0 | 0   | 0   | 3 | 3   | 24  | -21 |

Lp. = lokata, M = liczba rozegranych spotkań, Pkt = Liczba zdobytych punktów, W = Wygrane, WpD = Wygrane po dogrywce lub karnych, PpD = Porażki po dogrywce lub karnych, P = Porażki, G+ = Gole strzelone, G- = Gole stracone, +/- = bilans bramek
| 9 listopada 2012 | Holandia | 8:2 | Chorwacja | Sportarena, Budapeszt |

| Szczegóły      | Szczegóły | Szczegóły       | Szczegóły                                  | Szczegóły                                                                                      |
| -------------- | --- | --------------- | ------------------------------------------ | ---------------------------------------------------------------------------------------------- |
| Godzina: 15:30 | M. Kars (EQ) 10:32 K. Bruijsten (PP) 11:37 M. Kars (EQ) 12:22 M. Kars (PP) 25:26 D. Hagemeijer (EQ) 27:56 M. Postma (EQ) 37:39 R. van Hulten (EQ) 47:56 M. Bruijsten (EQ) 55:21 | (3:0, 3:0, 2:2) | 56:31 (PP) M. Tadic 57:25 (EQ) B. Rendulic | Widzów: 460 Sędzia główny: Florian Zehetleitner Sędziowie liniowi: Peter Bedo Stefano Terragni |
| Godzina: 15:30 | 6 min |                 | 26 min                                     | Widzów: 460 Sędzia główny: Florian Zehetleitner Sędziowie liniowi: Peter Bedo Stefano Terragni |

| 9 listopada 2012 | Litwa | 1:5 | Węgry | Sportarena, Budapeszt |

| Szczegóły      | Szczegóły               | Szczegóły       | Szczegóły                                                                                    | Szczegóły                                                                              |
| -------------- | ----------------------- | --------------- | -------------------------------------------------------------------------------------------- | -------------------------------------------------------------------------------------- |
| Godzina: 19:00 | Š. Kuliešius (PP) 26:15 | (0:2, 1:3, 0:0) | 02:48 (EQ) A. Benk 14:10 (PP) M. Vas 21:29 (PP) J. Hari 31:06 (PP) J. Hari 33:18 (EQ) M. Vas | Widzów: 4350 Sędzia główny: Peter Jonak Sędziowie liniowi: Jaromir Blaha Andrew Dalton |
| Godzina: 19:00 | 12 min                  |                 | 14 min                                                                                       | Widzów: 4350 Sędzia główny: Peter Jonak Sędziowie liniowi: Jaromir Blaha Andrew Dalton |

| 10 listopada 2012 | Holandia | 9:2 | Litwa | Sportarena, Budapeszt |

| Szczegóły      | Szczegóły | Szczegóły       | Szczegóły                                      | Szczegóły                                                                               |
| -------------- | --- | --------------- | ---------------------------------------------- | --------------------------------------------------------------------------------------- |
| Godzina: 14:00 | R. Joly (EQ) 15:15 K. Bruijsten (PP) 20:22 K. Bruijsten (EQ) 24:34 M. Kars (PP) 32:43 R. Joly (PP) 35:36 T. Demelinne (EQ) 36:34 M. Bruijsten (PP) 39:34 D. Hagemeijer (EQ) 50:30 M. Kars (EQ) 57:38 | (1:1, 6:1, 2:0) | 01:19 (EQ) D. Bogdziul 35:09 (PP) Š. Kuliešius | Widzów: 500 Sędzia główny: Damien Velay Sędziowie liniowi: Peter Bedo Michael Tscherrig |
| Godzina: 14:00 | 14 min |                 | 20 min                                         | Widzów: 500 Sędzia główny: Damien Velay Sędziowie liniowi: Peter Bedo Michael Tscherrig |

| 10 listopada 2012 | Węgry | 13:0 | Chorwacja | Sportarena, Budapeszt |

| Szczegóły      | Szczegóły | Szczegóły       | Szczegóły | Szczegóły                                                                                          |
| -------------- | --- | --------------- | --------- | -------------------------------------------------------------------------------------------------- |
| Godzina: 17:30 | I. Bartalis (PP) 04:08 M. Vas (PP) 09:02 A. Mihaly (EQ) 11:01 I. Sofron (EQ) 12:15 I. Sofron (PEN) 15:38 L. Sikorcin (EQ) 16:23 C. Kovács (EQ) 31:13 B. Ladányi (EQ) 35:04 L. Sikorcin (EQ) 39:58 B. Ladányi (EQ) 47:38 J. Vas (EQ) 48:21 B. Magosi (PP) 50:14 A. Mihaly (EQ) 55:05 | (6:0, 3:0, 4:0) |           | Widzów: 6215 Sędzia główny: Florian Zehetleitner Sędziowie liniowi: Jaromir Blaha Stefano Terragni |
| Godzina: 17:30 | 0 min |                 | 10 min    | Widzów: 6215 Sędzia główny: Florian Zehetleitner Sędziowie liniowi: Jaromir Blaha Stefano Terragni |

| 11 listopada 2012 | Chorwacja | 1:3 | Litwa | Sportarena, Budapeszt |

| Szczegóły      | Szczegóły           | Szczegóły       | Szczegóły                                                             | Szczegóły                                                                               |
| -------------- | ------------------- | --------------- | --------------------------------------------------------------------- | --------------------------------------------------------------------------------------- |
| Godzina: 14:00 | I. Lazic (EQ) 02:58 | (1:2, 0:0, 0:1) | 05:20 (PP) P. Verenis 10:25 (EQ) D. Kazlauskas 59:46 (ENG) P. Verenis | Widzów: 560 Sędzia główny: Damien Velay Sędziowie liniowi: Peter Bedo Michael Tscherrig |
| Godzina: 14:00 | 38 min              |                 | 8 min                                                                 | Widzów: 560 Sędzia główny: Damien Velay Sędziowie liniowi: Peter Bedo Michael Tscherrig |

| 11 listopada 2012 | Węgry | 6:7 pk. | Holandia | Sportarena, Budapeszt |

| Szczegóły      | Szczegóły | Szczegóły                 | Szczegóły | Szczegóły                                                                              |
| -------------- | --- | ------------------------- | --- | -------------------------------------------------------------------------------------- |
| Godzina: 17:30 | J. Hari (PP) 08:17 L. Sikorcin (PP) 21:19 A. Mihaly (EQ) 31:03 M. Vas (EQ) 36:28 J. Vas (EQ) 54:44 B. Ladányi (EQ) 55:04 | (1:3, 3:1, 2:2, 0:0, 0:1) | 11:59 (EQ) M. Postma 15:38 (EQ) I. van den Heuvel 19:16 (EQ) K. Bruijsten 23:00 (PP) R. Joly 48:50 (EQ) N. de Jong 58:30 (EQ) J. van Oorschot 65:00 (SO) D. Hagemeijer | Widzów: 6125 Sędzia główny: Peter Jonak Sędziowie liniowi: Jaromir Blaha Andrew Dalton |
| Godzina: 17:30 | 14 min |                           | 12 min | Widzów: 6125 Sędzia główny: Peter Jonak Sędziowie liniowi: Jaromir Blaha Andrew Dalton |

Holandia awansowała do eliminacji do ZIO 2014.

### Grupa H
| Lp. | Zespół    | M | Pkt | W | WpD | PpD | P | G + | G – | +/- |
| --- | --------- | - | --- | - | --- | --- | - | --- | --- | --- |
| 1   | Ukraina   | 3 | 9   | 3 | 0   | 0   | 0 | 22  | 1   | +21 |
| 2   | Polska    | 3 | 6   | 2 | 0   | 0   | 1 | 14  | 5   | +9  |
| 3   | Hiszpania | 3 | 3   | 1 | 0   | 0   | 2 | 5   | 16  | -11 |
| 4   | Estonia   | 3 | 0   | 0 | 0   | 0   | 3 | 4   | 23  | -19 |

Lp. = lokata, M = liczba rozegranych spotkań, Pkt = Liczba zdobytych punktów, W = Wygrane, WpD = Wygrane po dogrywce lub karnych, PpD = Porażki po dogrywce lub karnych, P = Porażki, G+ = Gole strzelone, G- = Gole stracone, +/- = bilans bramek
| 8 listopada 2012 | Polska | 8:0 | Estonia | Pałac Sportu, Kijów |

| Szczegóły      | Szczegóły | Szczegóły       | Szczegóły | Szczegóły                                                                                   |
| -------------- | --- | --------------- | --------- | ------------------------------------------------------------------------------------------- |
| Godzina: 16:00 | (K. Zapała) – M. Kolusz (SH) 15:33 (K. Zapała, M. Łopuski) – L. Laszkiewicz (PP) 25:22 (T. Malasiński, M. Urbanowicz) – K. Dziubinski (EQ) 27:33 (D. Gruszka) – M. Rompkowski (EQ) 34:57 (M. Urbanowicz, A. Borzęcki) – K. Dziubiński (EQ) 52:09 M. Łopuski (EQ) 52:25 (P. Dronia) – J. Gabryś (PP) 56:31 L. Laszkiewicz (SH) 58:20 | (1:0, 3:0, 4:0) |           | Widzów: 1011 Sędzia główny: Karol Popovic Sędziowie liniowi: David Nothegger Tibor Rowensky |
| Godzina: 16:00 | 12 min |                 | 14 min    | Widzów: 1011 Sędzia główny: Karol Popovic Sędziowie liniowi: David Nothegger Tibor Rowensky |

Polska: Odrobny – Gabryś, Dronia, Bagiński, Zapała, Kolusz – Borzęcki (2), Rompkowski, Urbanowicz (2), Dziubiński, Malasiński (4) – Kłys (2), Noworyta, L. Laszkiewicz, Pasiut, Łopuski – Dutka, Witecki (2), Strzyżowski, Gruszka;
Trener: Igor Zacharkin
| 8 listopada 2012 | Ukraina | 7:0 | Hiszpania | Pałac Sportu, Kijów |

| Szczegóły      | Szczegóły | Szczegóły       | Szczegóły | Szczegóły                                                                                           |
| -------------- | --- | --------------- | --------- | --------------------------------------------------------------------------------------------------- |
| Godzina: 20:00 | A. Michnow (EQ) 12:39 R. Fedotenko (EQ) 16:46 A. Hnidenko (EQ) 23:10 O. Ponikarowski (EQ) 27:35 A. Bondariew (EQ) 34:12 O. Pobiedonoscew (EQ) 35:41 S. Warłamow (EQ) 39:59 | (2:0, 5:0, 0:0) |           | Widzów: 5217 Sędzia główny: Maksim Sidorenko Sędziowie liniowi: Markku Buese Aleksander Matskiewicz |
| Godzina: 20:00 | 2 min |                 | 2 min     | Widzów: 5217 Sędzia główny: Maksim Sidorenko Sędziowie liniowi: Markku Buese Aleksander Matskiewicz |

| 9 listopada 2012 | Polska | 5:0 | Hiszpania | Pałac Sportu, Kijów |

| Szczegóły      | Szczegóły | Szczegóły       | Szczegóły | Szczegóły                                                                                |
| -------------- | --- | --------------- | --------- | ---------------------------------------------------------------------------------------- |
| Godzina: 16:00 | (M. Łopuski) – G. Pasiut (EQ) 15:49 (K. Dziubiński) – T. Malasiński (EQ) 43:44 (L. Laszkiewicz) – G. Pasiut (EQ) 44:14 (M. Rompkowski) – J. Witecki (EQ) (R. Dutka) – T. Malasiński (EQ) 57:01 | (1:0, 0:0, 4:0) |           | Widzów: 521 Sędzia główny: Robin Sir Sędziowie liniowi: Markku Buese Oleksander Gorbatuk |
| Godzina: 16:00 | 10 min |                 | 6 min     | Widzów: 521 Sędzia główny: Robin Sir Sędziowie liniowi: Markku Buese Oleksander Gorbatuk |

Polska: Kosowski – Kotlorz, Borzęcki, Urbanowicz, Malasiński, Dziubiński (2) – Noworyta, Kłys, Laszkiewicz, Pasiut (2), Łopuski – Gabryś, Dronia (2), Bagiński, Zapała, Kolusz – Dutka, Rompkowski, Witecki (2), Strzyżowski, Gruszka;
Trener: Igor Zacharkin
| 9 listopada 2012 | Estonia | 0:10 | Ukraina | Pałac Sportu, Kijów |

| Szczegóły      | Szczegóły | Szczegóły       | Szczegóły | Szczegóły                                                                                   |
| -------------- | --------- | --------------- | --- | ------------------------------------------------------------------------------------------- |
| Godzina: 20:00 |           | (0:4, 0:4, 0:2) | 02:06 (EQ) A. Michnow 10:32 (PP) R. Fedotenko 12:35 (PP) R. Borysenko 16:34 (EQ) W. Donika 23:04 (PP) S. Warłamow 29:29 (PP) O. Materuchin 38:40 (PP) R. Borysenko 39:41 (EQ) J. Nawarenko 46:37 (EQ) O. Ponikarowski 49:29 (EQ) A. Bondariew | Widzów: 5521 Sędzia główny: Karol Popovic Sędziowie liniowi: David Nothegger Tibor Rowensky |
| Godzina: 20:00 | 24 min    |                 | 4 min | Widzów: 5521 Sędzia główny: Karol Popovic Sędziowie liniowi: David Nothegger Tibor Rowensky |

| 11 listopada 2012 | Hiszpania | 5:4 | Estonia | Pałac Sportu, Kijów |

| Szczegóły      | Szczegóły                                                                                                | Szczegóły       | Szczegóły                                                                            | Szczegóły                                                                                              |
| -------------- | --- | --------------- | ------------------------------------------------------------------------------------ | --- |
| Godzina: 16:00 | P. Muńoz (PP) 09:24 O. Boronat (PP) 11:35 O. Boronat (PP) 38:05 A. Sosa (PP) 41:49 O. Boronat (EQ) 59:24 | (2:0, 1:1, 2:3) | 24:25 (EQ) R. Embrich 45:21 (PP) D. Suur 49:49 (EQ) M. Semjonov 51:10 (PP) M. Ivanov | Widzów: 658 Sędzia główny: Maxim Sidorenko Sędziowie liniowi: Aleksandr Gorbatyuk Aleksandr Matskevich |
| Godzina: 16:00 | 20 min                                                                                                   |                 | 14 min                                                                               | Widzów: 658 Sędzia główny: Maxim Sidorenko Sędziowie liniowi: Aleksandr Gorbatyuk Aleksandr Matskevich |

| 11 listopada 2012 | Ukraina | 5:1 | Polska | Pałac Sportu, Kijów |

| Szczegóły      | Szczegóły | Szczegóły       | Szczegóły             | Szczegóły                                                                            |
| -------------- | --- | --------------- | --------------------- | ------------------------------------------------------------------------------------ |
| Godzina: 20:00 | W. Lutkewycz (PP) 18:53 O. Pobiedonoscew (PP) 20:39 M. Kwitczenko (EQ) 39:29 S. Warłamow (PP) 42:59 K. Kasianczuk (PP) 56:06 | (1:1, 2:0, 2:0) | D. Gruszka (EQ) 03:28 | Widzów: 6026 Sędzia główny: Robin Sir Sędziowie liniowi: Markku Buese Tibor Rovensky |
| Godzina: 20:00 | 33 min |                 | 18 min                | Widzów: 6026 Sędzia główny: Robin Sir Sędziowie liniowi: Markku Buese Tibor Rovensky |

Kadra Polski.
| Sztab szkoleniowy: - Igor Zacharkin – szkoleniowiec - Wiaczesław Bykow – konsultant - Jacek Płachta – asystent trenera - Marek Ziętara – asystent trenera - Kiriłł Korieńkow – trener bramkarzy Sztab techniczno-medyczny: - Andrzej Zabawa – kierownik reprezentacji - Mariusz Czerkawski – team leader - Mateusz Hanslik – lekarz - Krzysztof Kozdronkiewicz – masażysta - Krzysztof Ritszel – masażysta |  | Bramkarze: - Kamil Kosowski - Przemysław Odrobny - Rafał Radziszewski |  | Obrońcy: - Adam Borzęcki - Paweł Dronia - Rafał Dutka - Jerzy Gabryś - Jarosław Kłys - Michał Kotlorz - Patryk Noworyta - Mateusz Rompkowski |  | Napastnicy: - Adam Bagiński - Krystian Dziubiński - Dariusz Gruszka - Marcin Kolusz - Leszek Laszkiewicz - Mikołaj Łopuski - Tomasz Malasiński - Grzegorz Pasiut - Marek Strzyżowski - Maciej Urbanowicz - Jakub Witecki - Krzysztof Zapała |

Ukraina awansowała do eliminacji ZIO 2014.

### Grupa J
| Lp. | Zespół           | M | Pkt | W | WpD | PpD | P | G + | G – | +/- |
| --- | ---------------- | - | --- | - | --- | --- | - | --- | --- | --- |
| 1   | Wielka Brytania  | 3 | 7   | 2 | 0   | 0   | 1 | 9   | 6   | +3  |
| 2   | Korea Południowa | 3 | 6   | 1 | 1   | 1   | 0 | 9   | 7   | +2  |
| 3   | Japonia          | 3 | 5   | 1 | 1   | 0   | 1 | 6   | 4   | +2  |
| 4   | Rumunia          | 3 | 0   | 0 | 0   | 0   | 3 | 0   | 7   | -7  |

Lp. = lokata, M = liczba rozegranych spotkań, Pkt = Liczba zdobytych punktów, W = Wygrane, WpD = Wygrane po dogrywce lub karnych, PpD = Porażki po dogrywce lub karnych, P = Porażki, G+ = Gole strzelone, G- = Gole stracone, +/- = bilans bramek
| 9 listopada 2012 | Wielka Brytania | 4:5 pk | Korea Południowa | Nikkō Arena, Nikkō |

| Szczegóły      | Szczegóły                                                                                  | Szczegóły                       | Szczegóły                                                                                             | Szczegóły                                                                                 |
| -------------- | ------------------------------------------------------------------------------------------ | ------------------------------- | --- | ----------------------------------------------------------------------------------------- |
| Godzina: 14:00 | C. Peacock (EQ) 03:34 D. Longstaff (PP) 04:28 B. O Connor (EQ) 17:28 C. Shields (EQ) 30:09 | (3:1, 1:2, 0:1, d. 0:0, k. 0:1) | 05:25 (EQ) Kim W. J. 22:27 (EQ) Kim W. J. 38:45 (EQ) Kim W. J. 46:07 (EQ) Kim G. 65:00 (SO) Kim S. W. | Widzów: 592 Sędzia główny: Peter Loksik Sędziowie liniowi: Jordan Browne Kensuke Kawazawa |
| Godzina: 14:00 | 4 min                                                                                      |                                 | 6 min                                                                                                 | Widzów: 592 Sędzia główny: Peter Loksik Sędziowie liniowi: Jordan Browne Kensuke Kawazawa |

| 9 listopada 2012 | Japonia | 2:0 | Rumunia | Nikkō Arena, Nikkō |

| Szczegóły      | Szczegóły                                   | Szczegóły       | Szczegóły | Szczegóły                                                                          |
| -------------- | ------------------------------------------- | --------------- | --------- | ---------------------------------------------------------------------------------- |
| Godzina: 18:00 | T. Saito (EQ) 06:01 T. Yamashita (EQ) 47:54 | (1:0, 0:0, 1:0) |           | Widzów: 956 Sędzia główny: Peter Feola Sędziowie liniowi: Paul Carnathan Cory Ross |
| Godzina: 18:00 | 6 min                                       |                 | 6 min     | Widzów: 956 Sędzia główny: Peter Feola Sędziowie liniowi: Paul Carnathan Cory Ross |

| 10 listopada 2012 | Rumunia | 0:3 | Wielka Brytania | Nikkō Arena, Nikkō |

| Szczegóły      | Szczegóły | Szczegóły       | Szczegóły                                                        | Szczegóły                                                                                  |
| -------------- | --------- | --------------- | ---------------------------------------------------------------- | ------------------------------------------------------------------------------------------ |
| Godzina: 14:00 |           | (0:2, 0:0, 0:1) | 03:17 (EQ) L. Jamieson 18:32 (EQ) B. O’Connor 52:39 (EQ) R. Dowd | Widzów: 1143 Sędzia główny: Devin Klein Sędziowie liniowi: Paul Carnathan Kensuke Kanazawa |
| Godzina: 14:00 | 10 min    |                 | 10 min                                                           | Widzów: 1143 Sędzia główny: Devin Klein Sędziowie liniowi: Paul Carnathan Kensuke Kanazawa |

| 10 listopada 2012 | Japonia | 3:2 pd. | Korea Południowa | Nikkō Arena, Nikkō |

| Szczegóły      | Szczegóły                                                 | Szczegóły            | Szczegóły                                 | Szczegóły                                                                           |
| -------------- | --------------------------------------------------------- | -------------------- | ----------------------------------------- | ----------------------------------------------------------------------------------- |
| Godzina: 18:00 | S. Kuji (PP) 11:39 D. Obara (EQ) 29:32 S. Kuji (PP) 63:13 | (1:0, 1:1, 0:1, 1:0) | 28:51 (PP) Sin S. W. 59:49 (EA) Sin S. W. | Widzów: 1762 Sędzia główny: Peter Loksik Sędziowie liniowi: Jordan Browne Liu Jiaqi |
| Godzina: 18:00 | 8 min                                                     |                      | 10 min                                    | Widzów: 1762 Sędzia główny: Peter Loksik Sędziowie liniowi: Jordan Browne Liu Jiaqi |

| 11 listopada 2012 | Korea Południowa | 2:0 | Rumunia | Nikkō Arena, Nikkō |

| Szczegóły      | Szczegóły                              | Szczegóły       | Szczegóły | Szczegóły                                                                       |
| -------------- | -------------------------------------- | --------------- | --------- | ------------------------------------------------------------------------------- |
| Godzina: 14:00 | Kim H. (EQ) 19:30 Kim K. S. (EQ) 44:12 | (1:0, 0:0, 1:0) |           | Widzów: – Sędzia główny: Peter Feola Sędziowie liniowi: Jordan Browne Liu Jiaqi |
| Godzina: 14:00 | 8 min                                  |                 | 4 min     | Widzów: – Sędzia główny: Peter Feola Sędziowie liniowi: Jordan Browne Liu Jiaqi |

| 11 listopada 2012 | Wielka Brytania | 2:1 | Japonia | Nikkō Arena, Nikkō |

| Szczegóły      | Szczegóły                                    | Szczegóły       | Szczegóły          | Szczegóły                                                                        |
| -------------- | -------------------------------------------- | --------------- | ------------------ | -------------------------------------------------------------------------------- |
| Godzina: 18:00 | C. Peacock (PP) 09:59 B. O’Connor (EQ) 10:29 | (2:0, 0:0, 0:1) | 44:01 (EQ) S. Kuji | Widzów: – Sędzia główny: Devin Klein Sędziowie liniowi: Paul Carnathan Cory Ross |
| Godzina: 18:00 | 10 min                                       |                 | 12 min             | Widzów: – Sędzia główny: Devin Klein Sędziowie liniowi: Paul Carnathan Cory Ross |

Wielka Brytania awansowała do eliminacji do ZIO 2014.

## Turnieje kwalifikacyjne
W dniach 7–10 lutego 2013 roku zostaną rozegrane trzy turnieje kwalifikacyjne. Ich gospodarzami będą zespoły sklasyfikowane po Mistrzostwach Świata 2012 na 10., 11. i 12. miejscu. W każdej z grup wystąpi po jednym ze zwycięzców turniejów przedkwalifikacyjnych. Do turnieju olimpijskiego awansują tylko zwycięzcy turniejów.

### Grupa D
Turniej został rozegrany w hali Eisarena Ellental w Bietigheim-Bissingen (Niemcy). Zwycięzcą rywalizacji została reprezentacja Austrii, która uzyskała awans do igrzysk.
| Lp. | Zespół   | M | Pkt | W | WpD | PpD | P | G + | G – | +/- |
| --- | -------- | - | --- | - | --- | --- | - | --- | --- | --- |
| 1   | Austria  | 3 | 7   | 2 | 0   | 1   | 0 | 11  | 6   | +5  |
| 2   | Niemcy   | 3 | 6   | 1 | 1   | 1   | 0 | 9   | 5   | +4  |
| 3   | Włochy   | 3 | 5   | 1 | 1   | 0   | 1 | 8   | 5   | +3  |
| 4   | Holandia | 3 | 0   | 0 | 0   | 0   | 3 | 3   | 15  | -2  |

Lp. = lokata, M = liczba rozegranych spotkań, Pkt = Liczba zdobytych punktów, W = Wygrane, WpD = Wygrane po dogrywce lub karnych, PpD = Porażki po dogrywce lub karnych, P = Porażki, G+ = Gole strzelone, G- = Gole stracone, +/- = bilans bramek
| 7 lutego 2013 | Austria | 3:2 | Włochy | Eisarena Ellental, Bietigheim-Bissingen |

| Szczegóły      | Szczegóły                                                               | Szczegóły       | Szczegóły                                 | Szczegóły                                                                  |
| -------------- | ----------------------------------------------------------------------- | --------------- | ----------------------------------------- | -------------------------------------------------------------------------- |
| Godzina: 16:00 | R. Rotter (PP) 06:01 G. Baumgartner (EQ) 17:10 D. Oberkofler (EQ) 36:25 | (2:0, 1:1, 0:1) | 33:42 (PP) A. Bernard 50:07 (EQ) V. Rocco | Widzów: 3100 Sędzia główny: Tom Laaksonen Sędziowie liniowi: Eduards Odins |
| Godzina: 16:00 | 6 min.                                                                  |                 | 6 min.                                    | Widzów: 3100 Sędzia główny: Tom Laaksonen Sędziowie liniowi: Eduards Odins |

| 7 lutego 2013 | Niemcy | 5:1 | Holandia | Eisarena Ellental, Bietigheim-Bissingen |

| Szczegóły      | Szczegóły                                                                                           | Szczegóły       | Szczegóły          | Szczegóły                                                                        |
| -------------- | --------------------------------------------------------------------------------------------------- | --------------- | ------------------ | -------------------------------------------------------------------------------- |
| Godzina: 19:30 | A. Barta (EQ) 08:30 D. Wolf (EQ) 11:54 A. Barta (EQ) 38:48 M. Wolf (PP) 47:21 Mo. Muller (PP) 58:57 | (2:0, 1:1, 2:0) | 29:01 (PP) M. Kars | Widzów: 3780 Sędzia główny: Aleksiej Rawodin Sędziowie liniowi: Vladimir Šindler |
| Godzina: 19:30 | 8 min.                                                                                              |                 | 14 min.            | Widzów: 3780 Sędzia główny: Aleksiej Rawodin Sędziowie liniowi: Vladimir Šindler |

| 8 lutego 2013 | Austria | 6:1 | Holandia | Eisarena Ellental, Bietigheim-Bissingen |

| Szczegóły      | Szczegóły | Szczegóły       | Szczegóły               | Szczegóły                                                                     |
| -------------- | --- | --------------- | ----------------------- | ----------------------------------------------------------------------------- |
| Godzina: 16:00 | T. Koch (EA) 05:39 G. Unterluggauer (PP) 08:15 T. Raffl 08:50 (EQ) D. Oberkofler (EQ) 14:27 T. Koch (EQ) 17:51 M. Trattnig (EQ) 32:41 | (5:0, 1:0, 0:1) | 58:08 (PP) M. Bruijsten | Widzów: 4150 Sędzia główny: Eduards Odins Sędziowie liniowi: Vladimir Šindler |
| Godzina: 16:00 | 6 min. |                 | 2 min.                  | Widzów: 4150 Sędzia główny: Eduards Odins Sędziowie liniowi: Vladimir Šindler |

| 8 lutego 2013 | Włochy | 2:1 pd. | Niemcy | Eisarena Ellental, Bietigheim-Bissingen |

| Szczegóły      | Szczegóły                                        | Szczegóły            | Szczegóły             | Szczegóły                                                                     |
| -------------- | ------------------------------------------------ | -------------------- | --------------------- | ----------------------------------------------------------------------------- |
| Godzina: 19:30 | R. Sirianni (PP) 10:15 N. di Casmirro (PP) 62:19 | (1:1, 0:0, 0:0, 1:0) | 13:29 (EQ) J. Flaacke | Widzów: 4517 Sędzia główny: Tom Laaksonen Sędziowie liniowi: Aleksiej Rawodin |
| Godzina: 19:30 | 2 min.                                           |                      | 10 min.               | Widzów: 4517 Sędzia główny: Tom Laaksonen Sędziowie liniowi: Aleksiej Rawodin |

| 10 lutego 2013 | Holandia | 1:4 | Włochy | Eisarena Ellental, Bietigheim-Bissingen |

| Szczegóły      | Szczegóły              | Szczegóły       | Szczegóły                                                                            | Szczegóły                                                                     |
| -------------- | ---------------------- | --------------- | ------------------------------------------------------------------------------------ | ----------------------------------------------------------------------------- |
| Godzina: 11:45 | B. Willemse (EQ) 35:07 | (0:1, 1:2, 0:1) | 05:16 (EQ) P. Iannone 20:54 (EQ) V. Rocco 21:07 (EQ) R. Sirianni 58:52 (EN) V. Rocco | Widzów: 4517 Sędzia główny: Eduards Odins Sędziowie liniowi: Aleksiej Rawodin |
| Godzina: 11:45 | 4 min.                 |                 | 8 min.                                                                               | Widzów: 4517 Sędzia główny: Eduards Odins Sędziowie liniowi: Aleksiej Rawodin |

| 10 lutego 2013 | Niemcy | 3:2 d. | Austria | Eisarena Ellental, Bietigheim-Bissingen |

| Szczegóły      | Szczegóły                                                  | Szczegóły            | Szczegóły                                  | Szczegóły                                                                     |
| -------------- | ---------------------------------------------------------- | -------------------- | ------------------------------------------ | ----------------------------------------------------------------------------- |
| Godzina: 15:15 | B. Kohl (PP) 18:41 M. Wolf (PP) 46:54 P. Reimer (PP) 62:34 | (1:0, 0:1, 1:1, 1:0) | 31:46 (EQ) A. Lakos 52:22 (EQ) M. Peintner | Widzów: 4517 Sędzia główny: Tom Laaksonen Sędziowie liniowi: Vladimir Šindler |
| Godzina: 15:15 | 4 min.                                                     |                      | 16 min.                                    | Widzów: 4517 Sędzia główny: Tom Laaksonen Sędziowie liniowi: Vladimir Šindler |

### Grupa E
Turniej został rozegrany w hali Arēna Rīga w Rydze (Łotwa). Zwycięzcą rywalizacji została reprezentacja Łotwy, która uzyskała awans do igrzysk.
| Lp. | Zespół          | M | Pkt | W | WpD | PpD | P | G + | G – | +/- |
| --- | --------------- | - | --- | - | --- | --- | - | --- | --- | --- |
| 1   | Łotwa           | 3 | 7   | 2 | 0   | 1   | 0 | 11  | 7   | +4  |
| 2   | Kazachstan      | 3 | 6   | 2 | 0   | 0   | 1 | 11  | 5   | +6  |
| 3   | Francja         | 3 | 5   | 1 | 1   | 0   | 1 | 9   | 7   | +2  |
| 4   | Wielka Brytania | 3 | 0   | 0 | 0   | 0   | 3 | 4   | 16  | -12 |

Lp. = lokata, M = liczba rozegranych spotkań, Pkt = Liczba zdobytych punktów, W = Wygrane, WpD = Wygrane po dogrywce lub karnych, PpD = Porażki po dogrywce lub karnych, P = Porażki, G+ = Gole strzelone, G- = Gole stracone, +/- = bilans bramek
| 7 lutego 2013 | Francja | 2:3 | Kazachstan | Arēna Rīga, Ryga |

| Szczegóły      | Szczegóły                                | Szczegóły       | Szczegóły                                                             | Szczegóły                                                               |
| -------------- | ---------------------------------------- | --------------- | --------------------------------------------------------------------- | ----------------------------------------------------------------------- |
| Godzina: 15:30 | S. Treille (EQ) 32:17 B. Amar (EQ) 57:42 | (0:2, 1:1, 1:0) | 07:00 (EQ) R. Starczenko 11:31 (EQ) K. Romanow 34:40 (PP) T. Żajłauow | Widzów: 852 Sędzia główny: Antti Boman Sędziowie liniowi: Danny Kurmann |
| Godzina: 15:30 | 6 min.                                   |                 | 6 min.                                                                | Widzów: 852 Sędzia główny: Antti Boman Sędziowie liniowi: Danny Kurmann |

| 7 lutego 2013 | Łotwa | 6:2 | Wielka Brytania | Arēna Rīga, Ryga |

| Szczegóły      | Szczegóły | Szczegóły       | Szczegóły                                | Szczegóły                                                               |
| -------------- | --- | --------------- | ---------------------------------------- | ----------------------------------------------------------------------- |
| Godzina: 19:30 | G. Meija (EQ) 02:57 M. Indrašis (PP) 14:43 O. Bārtulis (PP) 29:50 R. Ķēniņš (EQ) 43:24 G. Pujacs (EQ) 53:07 L. Dārziņš (PP) 59:42 | (2:1, 1:0, 3:1) | 03:58 (EQ) R. Dowd 57:47 (PP) C. Peacock | Widzów: 5058 Sędzia główny: Stephen Bauer Sędziowie liniowi: Ján Hribik |
| Godzina: 19:30 | 10 min. |                 | 28 min.                                  | Widzów: 5058 Sędzia główny: Stephen Bauer Sędziowie liniowi: Ján Hribik |

| 8 lutego 2013 | Francja | 4:2 | Wielka Brytania | Arēna Rīga, Ryga |

| Szczegóły      | Szczegóły                                                                                   | Szczegóły       | Szczegóły                                      | Szczegóły                                                               |
| -------------- | ------------------------------------------------------------------------------------------- | --------------- | ---------------------------------------------- | ----------------------------------------------------------------------- |
| Godzina: 15:30 | L. Meunier (PP) 09:13 P-É. Bellemare (EQ) 27:19 D. Fleury (PP) 34:48 C. Bertrand (EQ) 53:46 | (1:0, 2:0, 1:2) | 43:54 (PP) B. O’Connor 51:36 (EQ) R. Lachowicz | Widzów: 922 Sędzia główny: Stephan Bauer Sędziowie liniowi: Antti Boman |
| Godzina: 15:30 | 22 min.                                                                                     |                 | 10 min.                                        | Widzów: 922 Sędzia główny: Stephan Bauer Sędziowie liniowi: Antti Boman |

| 8 lutego 2013 | Kazachstan | 2:3 | Łotwa | Arēna Rīga, Ryga |

| Szczegóły      | Szczegóły                                    | Szczegóły       | Szczegóły                                                       | Szczegóły                                                                |
| -------------- | -------------------------------------------- | --------------- | --------------------------------------------------------------- | ------------------------------------------------------------------------ |
| Godzina: 19:30 | D. Upper (EQ) 15:15 R. Starczenko (PP) 33:00 | (1:2, 1:0, 0:1) | 01:58 (EQ) J. Štāls 02:37 (EQ) M. Rēdlihs 40:40 (EQ) L. Dārziņš | Widzów: 10025 Sędzia główny: Ján Hribik Sędziowie liniowi: Danny Kurmann |
| Godzina: 19:30 | 10 min.                                      |                 | 4 min.                                                          | Widzów: 10025 Sędzia główny: Ján Hribik Sędziowie liniowi: Danny Kurmann |

| 10 lutego 2013 | Wielka Brytania | 0:6 | Kazachstan | Arēna Rīga, Ryga |

| Szczegóły      | Szczegóły | Szczegóły       | Szczegóły | Szczegóły                                                            |
| -------------- | --------- | --------------- | --- | -------------------------------------------------------------------- |
| Godzina: 13:00 |           | (0:2, 0:4, 0:0) | 00:30 (EQ) R. Starczenko 02:10 (EQ) K. Romanow 25:58 (PP) T. Żajłauow 28:22 (EQ) A. Litwinienko 29:32 (EQ) I. Sołariow 37:12 (SH) W. Aleksandrow | Widzów: 875 Sędzia główny: Antti Boman Sędziowie liniowi: Ján Hribik |
| Godzina: 13:00 | 16 min.   |                 | 10 min. | Widzów: 875 Sędzia główny: Antti Boman Sędziowie liniowi: Ján Hribik |

| 10 lutego 2013 | Łotwa | 2:3 pd. | Francja | Arēna Rīga, Ryga |

| Szczegóły      | Szczegóły                                   | Szczegóły            | Szczegóły                                                            | Szczegóły                                                                   |
| -------------- | ------------------------------------------- | -------------------- | -------------------------------------------------------------------- | --------------------------------------------------------------------------- |
| Godzina: 17:00 | L. Dārziņš (PP) 34:59 M. Karsums (EQ) 40:12 | (0:2, 1:0, 1:0, 0:1) | 02:50 (PP) D. Fleury 14:50 (EQ) L. Meunier 64:20 (EQ) P-É. Bellemare | Widzów: 10190 Sędzia główny: Stephen Bauer Sędziowie liniowi: Danny Kurmann |
| Godzina: 17:00 | 10 min.                                     |                      | 18 min.                                                              | Widzów: 10190 Sędzia główny: Stephen Bauer Sędziowie liniowi: Danny Kurmann |

### Grupa F
Turniej został rozegrany w hali SE Arena w Vojens (Dania). Zwycięzcą rywalizacji została reprezentacja Słowenii, która uzyskała awans do igrzysk.
| Lp. | Zespół   | M | Pkt | W | WpD | PpD | P | G + | G – | +/- |
| --- | -------- | - | --- | - | --- | --- | - | --- | --- | --- |
| 1   | Słowenia | 3 | 9   | 3 | 0   | 0   | 0 | 12  | 4   | +8  |
| 2   | Białoruś | 3 | 6   | 2 | 0   | 0   | 1 | 11  | 6   | +5  |
| 3   | Dania    | 3 | 3   | 1 | 0   | 0   | 2 | 5   | 5   | 0   |
| 4   | Ukraina  | 3 | 0   | 0 | 0   | 0   | 3 | 1   | 14  | -13 |

Lp. = lokata, M = liczba rozegranych spotkań, Pkt = Liczba zdobytych punktów, W = Wygrane, WpD = Wygrane po dogrywce lub karnych, PpD = Porażki po dogrywce lub karnych, P = Porażki, G+ = Gole strzelone, G- = Gole stracone, +/- = bilans bramek
| 7 lutego 2013 | Białoruś | 2:4 | Słowenia | SE Arena, Vojens |

| Szczegóły      | Szczegóły                                     | Szczegóły       | Szczegóły                                                                             | Szczegóły                                                                |
| -------------- | --------------------------------------------- | --------------- | ------------------------------------------------------------------------------------- | ------------------------------------------------------------------------ |
| Godzina: 16:00 | A. Kułakou (PP) 28:45 A. Stiepanow (EQ) 29:45 | (0:1, 2:1, 0:2) | 16:30 (PP) J. Urbas 21:40 (PP) R. Sabolič 42:06 (PS) T. Razingar 50:24 (EQ) D. Rodman | Widzów: 408 Sędzia główny: Owe Luthcke Sędziowie liniowi: Shane Warschaw |
| Godzina: 16:00 | 12 min.                                       |                 | 8 min.                                                                                | Widzów: 408 Sędzia główny: Owe Luthcke Sędziowie liniowi: Shane Warschaw |

| 7 lutego 2013 | Dania | 2:0 | Ukraina | SE Arena, Vojens |

| Szczegóły      | Szczegóły                               | Szczegóły       | Szczegóły | Szczegóły                                                                       |
| -------------- | --------------------------------------- | --------------- | --------- | ------------------------------------------------------------------------------- |
| Godzina: 20:00 | F. Storm (EQ) 15:15 M. Green (EQ) 25:00 | (1:0, 1:0, 0:0) |           | Widzów: 4121 Sędzia główny: Vladimír Baluška Sędziowie liniowi: Daniel Stricker |
| Godzina: 20:00 | 12 min.                                 |                 | 31 min.   | Widzów: 4121 Sędzia główny: Vladimír Baluška Sędziowie liniowi: Daniel Stricker |

| 8 lutego 2013 | Białoruś | 6:0 | Ukraina | SE Arena, Vojens |

| Szczegóły      | Szczegóły | Szczegóły       | Szczegóły | Szczegóły                                                                     |
| -------------- | --- | --------------- | --------- | ----------------------------------------------------------------------------- |
| Godzina: 17:00 | A. Filiczkin (EQ) 01:26 K. Kalcou (EQ) 29:59 A. Stiepanow (EQ) 31:33 A. Kalużny (EQ) 54:06 A. Senkewicz (EQ)54:40 D. Mialeszka (PP) 56:08 | (1:0, 2:0, 3:0) |           | Widzów: 631 Sędzia główny: Vladimír Baluška Sędziowie liniowi: Shane Warschaw |
| Godzina: 17:00 | 6 min. |                 | 8 min.    | Widzów: 631 Sędzia główny: Vladimír Baluška Sędziowie liniowi: Shane Warschaw |

| 8 lutego 2013 | Słowenia | 2:1 | Dania | SE Arena, Vojens |

| Szczegóły      | Szczegóły                                 | Szczegóły       | Szczegóły           | Szczegóły                                                                  |
| -------------- | ----------------------------------------- | --------------- | ------------------- | -------------------------------------------------------------------------- |
| Godzina: 21:00 | D. Rodman (EQ) 23:33 D. Rodman (EQ) 36:28 | (0:0, 2:1, 0:0) | 24:16 (EQ) N. Hardt | Widzów: 5000 Sędzia główny: Owe Luthcke Sędziowie liniowi: Daniel Stricker |
| Godzina: 21:00 | 16 min.                                   |                 | 0 min.              | Widzów: 5000 Sędzia główny: Owe Luthcke Sędziowie liniowi: Daniel Stricker |

| 10 lutego 2013 | Ukraina | 1:6 | Słowenia | SE Arena, Vojens |

| Szczegóły      | Szczegóły              | Szczegóły       | Szczegóły | Szczegóły                                                                 |
| -------------- | ---------------------- | --------------- | --- | ------------------------------------------------------------------------- |
| Godzina: 14:00 | A. Hnidenko (EQ) 47:35 | (0:4, 0:1, 1:1) | 03:47 (PP) R. Sabolič 04:29 (PP) D. Rodman 04:49 (PP) R. Sabolič 09:14 (EQ) R. Tičar 31:45 (EQ) J. Urbas 58:22 (PP) Ž. Jeglič | Widzów: 545 Sędzia główny: Owe Luthcke Sędziowie liniowi: Daniel Stricker |
| Godzina: 14:00 | 16 min.                |                 | 20 min. | Widzów: 545 Sędzia główny: Owe Luthcke Sędziowie liniowi: Daniel Stricker |

| 10 lutego 2013 | Dania | 2:3 | Białoruś | SE Arena, Vojens |

| Szczegóły      | Szczegóły                                    | Szczegóły       | Szczegóły                                                               | Szczegóły                                                                      |
| -------------- | -------------------------------------------- | --------------- | ----------------------------------------------------------------------- | ------------------------------------------------------------------------------ |
| Godzina: 18:00 | M. Poulsen (EQ) 26:40 J. Jakobsen (EQ) 38:21 | (0:0, 2:2, 0:1) | 25:12 (EQ) A. Kitarau 28:10 (EQ) M. Stefanowicz 42:17 (PP) A. Stiepanow | Widzów: 3988 Sędzia główny: Vladimír Baluška Sędziowie liniowi: Shane Warschaw |
| Godzina: 18:00 | 8 min.                                       |                 | 4 min.                                                                  | Widzów: 3988 Sędzia główny: Vladimír Baluška Sędziowie liniowi: Shane Warschaw |

W maju 2013 zawodnik reprezentacji Andrej Michalou, uczestniczący w turnieju, został zdyskwalifikowany na okres dwóch lat po tym, jak kontrola przeprowadzona w trakcie turnieju wykazała pozytywny wynik testu antydopingowego (w organizmie Białorusina wykryto zastosowanie niedozwolonego środka dopingującego (metyloheksanamina).